# Choi Jin-cheul
Choi Jin-cheul (최진철?, 崔眞喆?; Jindo, 26 marzo 1971) è un allenatore di calcio ed ex calciatore sudcoreano, di ruolo difensore, vice commissario tecnico della nazionale under-23 cinese.